# Nynäshamn

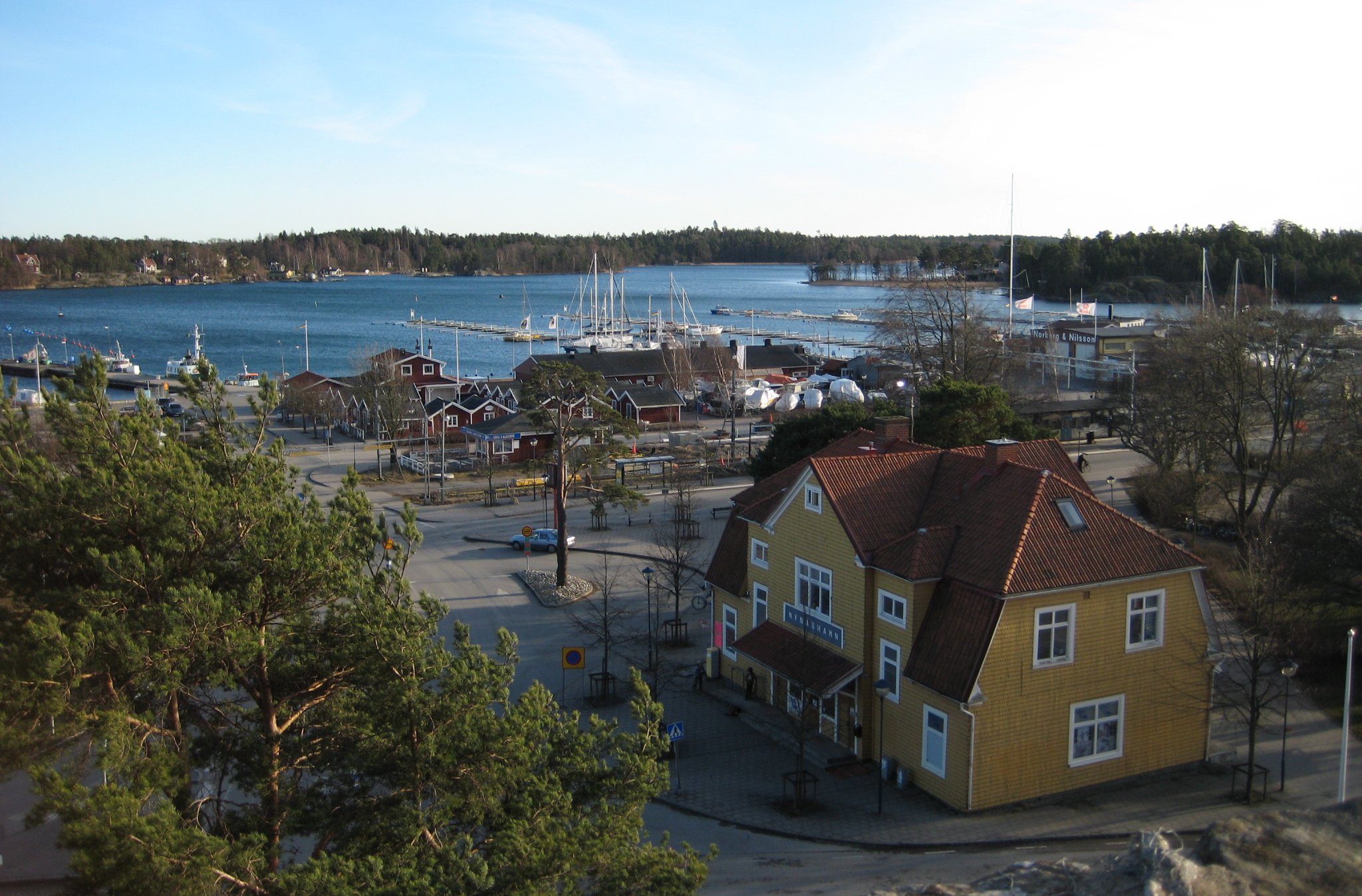
Portul

Nynäshamn este un oraș în Suedia.

## Demografie
| \| Evoluția demografică a zonei urbane Nynäshamn, 1970–2015 \| Evoluția demografică a zonei urbane Nynäshamn, 1970–2015 \| Evoluția demografică a zonei urbane Nynäshamn, 1970–2015 \| Evoluția demografică a zonei urbane Nynäshamn, 1970–2015 \| Evoluția demografică a zonei urbane Nynäshamn, 1970–2015 \| \| --------------------------------------------------------------------------------------- \| -------------------------------------------------------- \| -------------------------------------------------------- \| -------------------------------------------------------- \| -------------------------------------------------------- \| \| An \| \| \| Locuitori \| \| \| 1970 \| 1970 \| \| 10.955 \| 10.955 \| \| 1975 \| 1975 \| \| 11.070 \| 11.070 \| \| 1980 \| 1980 \| \| 11.178 \| 11.178 \| \| 1990 \| 1990 \| \| 12.473 \| 12.473 \| \| 1995 \| 1995 \| \| 12.581 \| 12.581 \| \| 2000 \| 2000 \| \| 12.983 \| 12.983 \| \| 2005 \| 2005 \| \| 13.079 \| 13.079 \| \| 2010 \| 2010 \| \| 13.510 \| 13.510 \| \| 2015 \| 2015 \| \| 14.532 \| 14.532 \| \| Sursa: SCB - Statistika Centralbyrån, Folkmängden per tätort. Vart femte år 1960 - 2016 \| \| \| \| \| |      |  |           |        |
| Evoluția demografică a zonei urbane Nynäshamn, 1970–2015 |      |  |           |        |
| An |      |  | Locuitori |        |
| 1970 | 1970 |  | 10.955    | 10.955 |
| 1975 | 1975 |  | 11.070    | 11.070 |
| 1980 | 1980 |  | 11.178    | 11.178 |
| 1990 | 1990 |  | 12.473    | 12.473 |
| 1995 | 1995 |  | 12.581    | 12.581 |
| 2000 | 2000 |  | 12.983    | 12.983 |
| 2005 | 2005 |  | 13.079    | 13.079 |
| 2010 | 2010 |  | 13.510    | 13.510 |
| 2015 | 2015 |  | 14.532    | 14.532 |
| Sursa: SCB - Statistika Centralbyrån, Folkmängden per tätort. Vart femte år 1960 - 2016 |      |  |           |        |